# Herbert Schwinning
Herbert Schwinning (* 17. Januar 1940 in Oberhausen; † 5. April 1996) war ein deutscher Fußballspieler.

## Karriere
Herbert Schwinning erlernte das Fußballspielen im niederrheinischen Amateurfußball beim TuS Buschhausen und wechselte als 19-Jähriger in die höchste Amateurliga zu Sterkrade 06/07. Aufgrund seiner Leistungen wurden auch die Vertragsspielervereine auf den versierten Mittelfeldspieler aufmerksam und so unterzeichnete er 1962 einen Vertrag für die Oberliga West bei Hamborn 07. Im letzten Jahr der Oberliga West, 1962/63, bestritt er insgesamt 25 Ligaspiele und erzielte sechs Tore. Sein Oberligadebüt gab Herbert Schwinning am 18. August 1962 beim 1:0-Auswärtserfolg beim SC Viktoria Köln. Sein erstes Tor erzielte er am 7. Spieltag beim 2:1-Auswärtserfolg beim FC Schalke 04. Mit Mitspielern wie Rolf Schafstall, Werner Rinass und Horst Podlasly belegte Hamborn am Ende den 12. Platz.
Durch die Einführung der neuen Fußball-Bundesliga ab der Saison 1963/64 wurde Hamborn in die Regionalliga West eingegliedert. Herbert Schwinning bestritt in der ersten Regionalliga-Saison 34 Spiele und erzielte 12 Tore. Mit seinen Mannschaftskameraden Heinz Pliska, Karl-Heinz Wirth und Franz-Josef Sarna kam er mit Hamborn auf den 14. Tabellenplatz. Bis 1968 absolvierte er insgesamt 153 Regionalligaspiele und wechselte dann zurück in die Verbandsliga Niederrhein zu Sterkrade 06/07. 1970 wurde Herbert Schwinning mit Sterkrade Niederrheinmeister und verpasste in der Aufstiegsrunde nur knapp den Sprung in die Regionalliga West. In der Saison 1970/71 spielte er für ein Jahr beim Amateurligisten 1. FC Bocholt, bevor er zu Sterkrade 06/07 zurückkehrte.
Er war Niederrheinauswahl- und Bundeswehrauswahlspieler.

## Stationen
- 1956–1959 TuS Buschhausen
- 1959–1962 Sterkrade 06/07
- 1962–1968 Hamborn 07
- 1968–1970 Sterkrade 06/07
- 1970–1971 1. FC Bocholt
- 1971–1973 Sterkrade 06/07